# Дело Фогт против Германии
Фогт против Германии (Vogt v. Germany) (1996) 21 EHRR 205, (17851/91) — дело, рассмотренное Европейским судом по правам человека (ЕСПЧ) в 1995 году. Дело касалось г-жи Фогт, которую отстранили от преподавательской работы в государственной средней школе из-за ее прошлого членства в Коммунистической партии Германии. ЕСПЧ постановил, что это решение нарушило положения Европейской конвенции о правах человека, касающиеся свободы выражения мнения и свободы ассоциации.

## Факты
Г-жа. Д. Фогт вступила в Коммунистическую партию Германии в 1972 г. (п. 18). В 1977 году она стала учителем языка в государственной средней школе и, соответственно, прошла стажировку на государственной службе. В 1979 году она была назначена постоянным государственным служащим (пункт 9). В 1986 г. работа Фогт была приостановлена (пункт 16). Немецкие суды сочли ее увольнение законным, посчитав антиконституционные цели Коммунистической партии Германии и активное членство в ней несовместимым с обязанностью государственного служащего проявлять лояльность (параграфы 18-23).
В 1990 году Нижняя Саксония отменила свой указ о найме экстремистов на государственную службу (пункт 32), а в 1991 году г-жа Фогт была восстановлен в должности (пункт 24). В 1991 году в Европейскую комиссию по правам человека было подано заявление (п.1. ). В 1992 году оно было признано допустимым. В 1993 году Комиссия постановила в своем отчете 13 голосами против 1, что были нарушены статьи 10 (свобода выражения мнения) и 11 (свобода ассоциаций) Европейской конвенции о правах человека, но жалобы по статье 14 (запрет дискриминации) не было необходимости изучать (пункты 95-97 Отчета).

## Решение
Большая палата ЕСПЧ в 1995 году 10 голосами против 9 постановила, что были нарушены статьи 10 и 11 ЕКПЧ, посчитав увольнение несоразмерным преследуемой законной цели (пункт 68). Суд подчеркнул, что
Госпожа Фогт была учителем немецкого и французского языков в средней школе, должность, которая по своей сути не связана с какими-либо рисками национальной безопасности. [...] Здесь нет никаких доказательств того, что сама г-жа Фогт, даже вне работы в школе, действительно делала антиконституционные заявления или лично занимала антиконституционную позицию. [...] Коммунистическая партия не была запрещена Федеральным конституционным судом и [...], следовательно, деятельность заявительницы была полностью законной.
- Фогт против Германии, Решение большой палаты, §60
Он также единогласно постановил, что нет необходимости рассматривать дело по статье 14 Конвенции в совокупности со статьей 10, поскольку эта жалоба не была подана г-жой Фогт в суд.
Суд оставил вопрос о присуждении справедливой компенсации и исключил дело из списка в 1996 году после урегулирования спора между заявителем и правительством.

## Внешние ссылки
- Решение о приемлемости
- Отчет
- Решение ЕСПЧ по существу
- Решение ЕСПЧ о прекращении дела о справедливой компенсации из списка